# Луксорський обеліск (Париж)

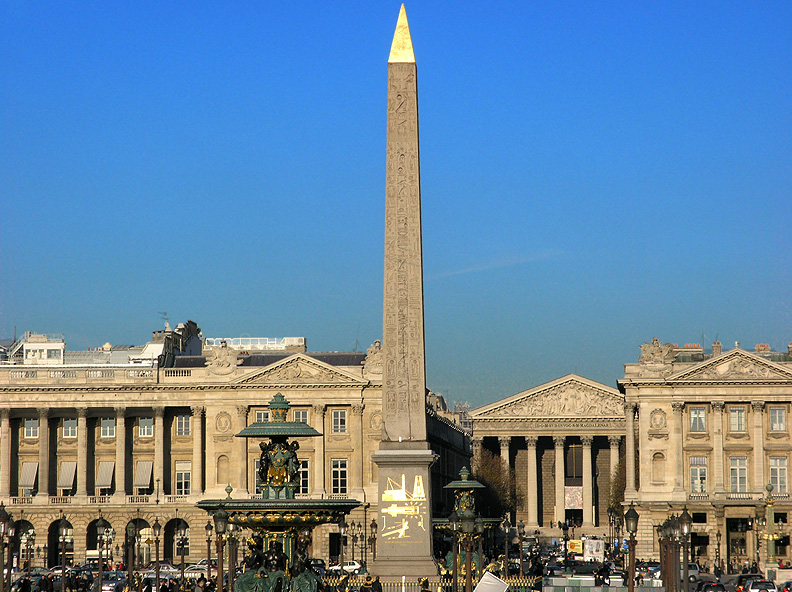
Луксорський обеліск на головній площі Парижа

Луксо́рський обелі́ск (фр. obélisque de Louxor) у Парижі — один з двох обелісків при вході до Луксорського храму в Єгипті, подарований Франції на початку 1830-х років єгипетським віце-королем Мухаммедом Алі й нині встановлений у осередді площі Згоди. 
Луксорський обеліск — це перший історичний монумент французької столиці. 

## Історія
Відмова від другого обеліска була офіційно адресована єгипетському уряду французьким президентом Франсуа Міттераном під час його першого президентського мандату.

## П'єдестал
Малюнки, викарбувані на п'єдесталі обеліска можуть розповісти про те:

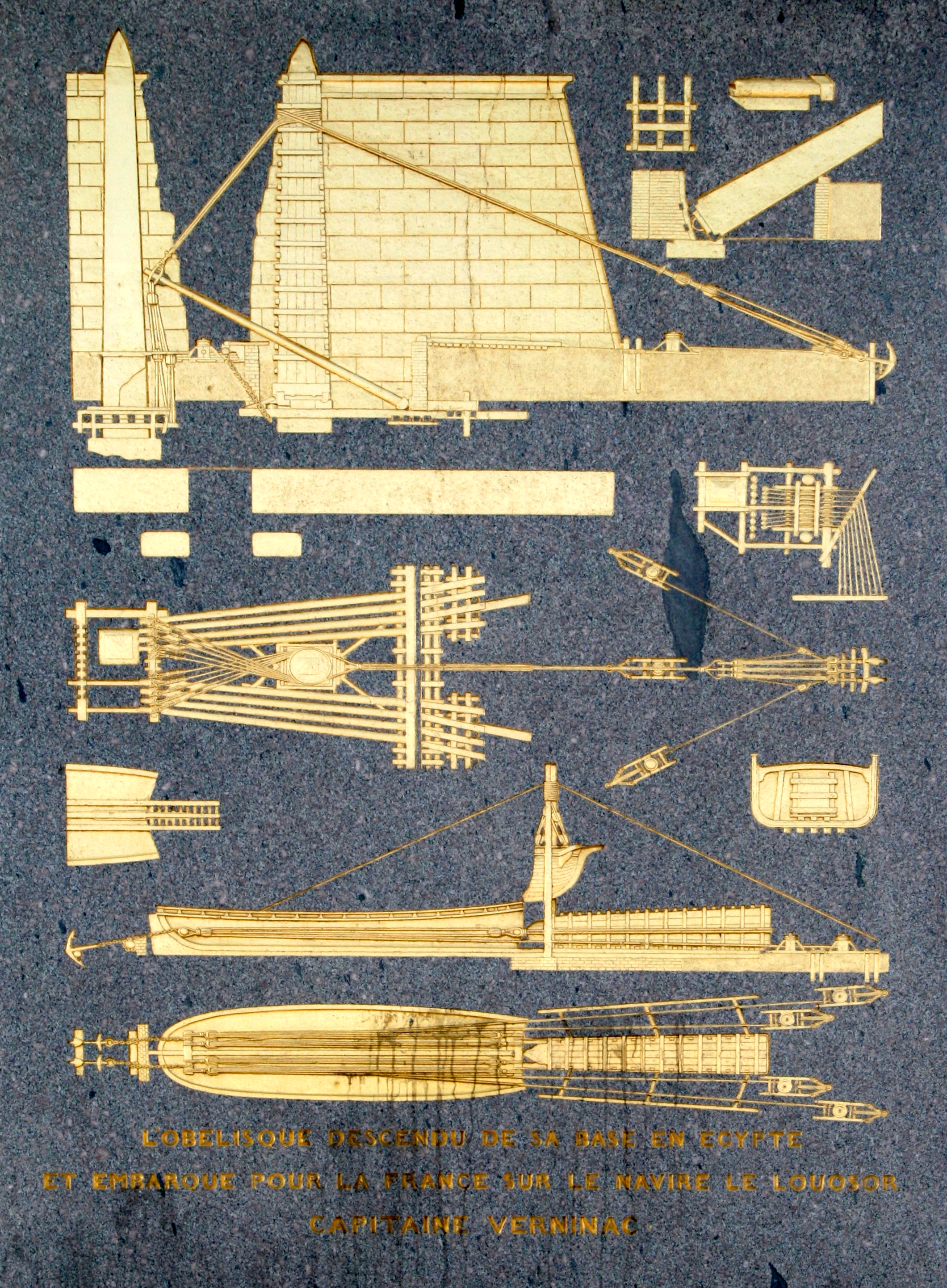
як обеліск було демонтовано зі свого місця в Єгипті й вивезено до Франції
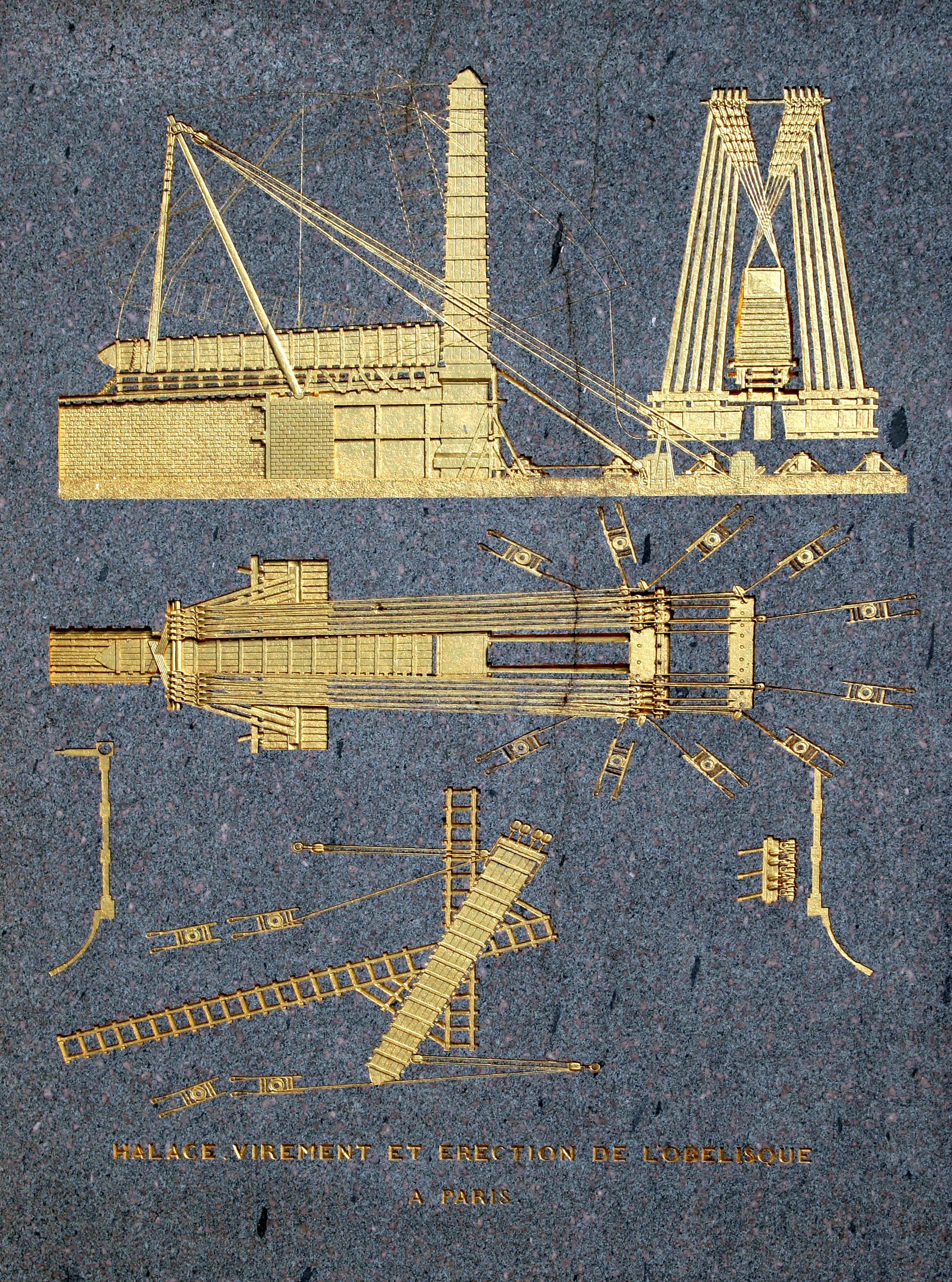
і як його було встановлено в Парижі

## Галерея

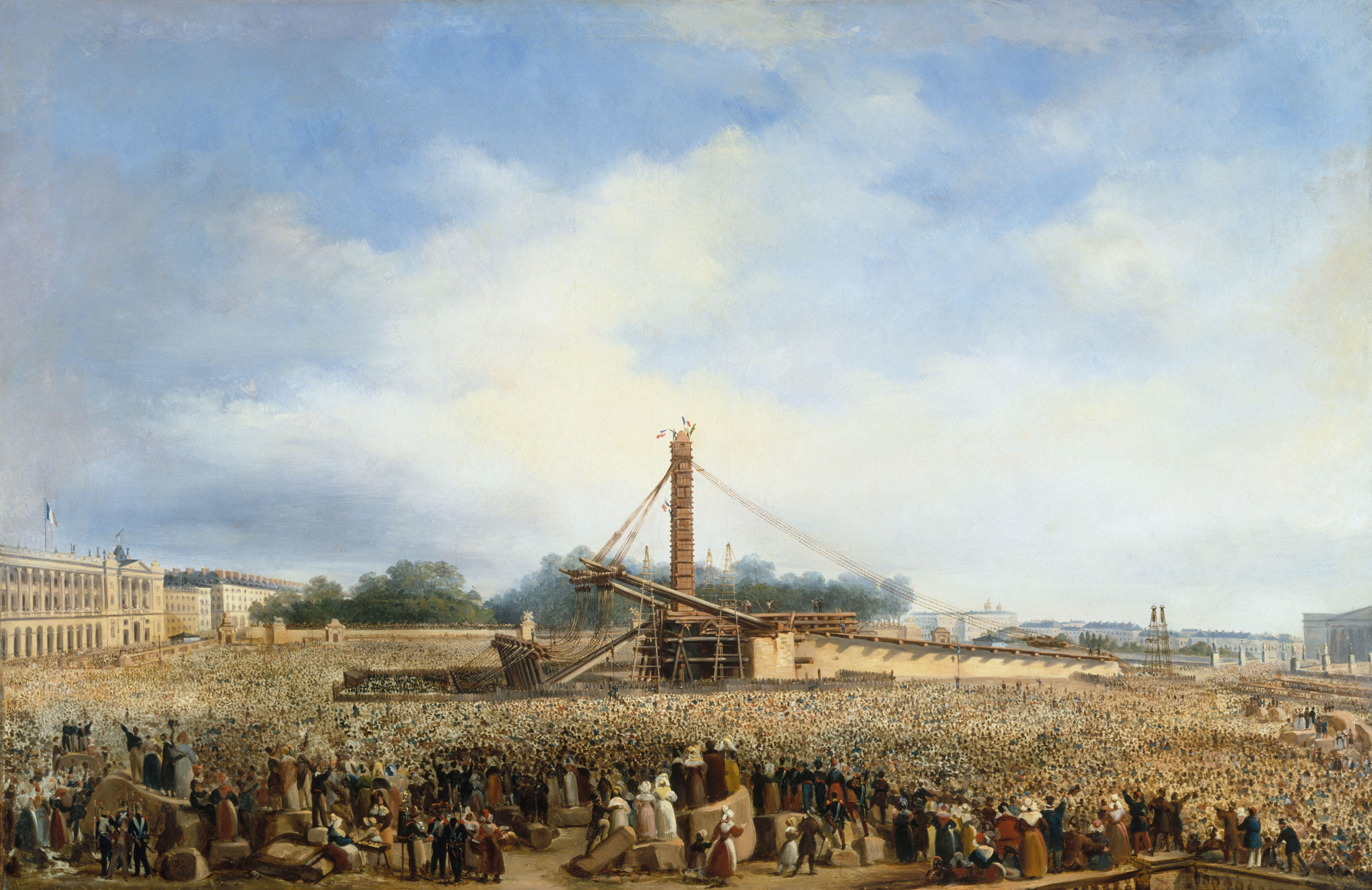
Підняття обеліска
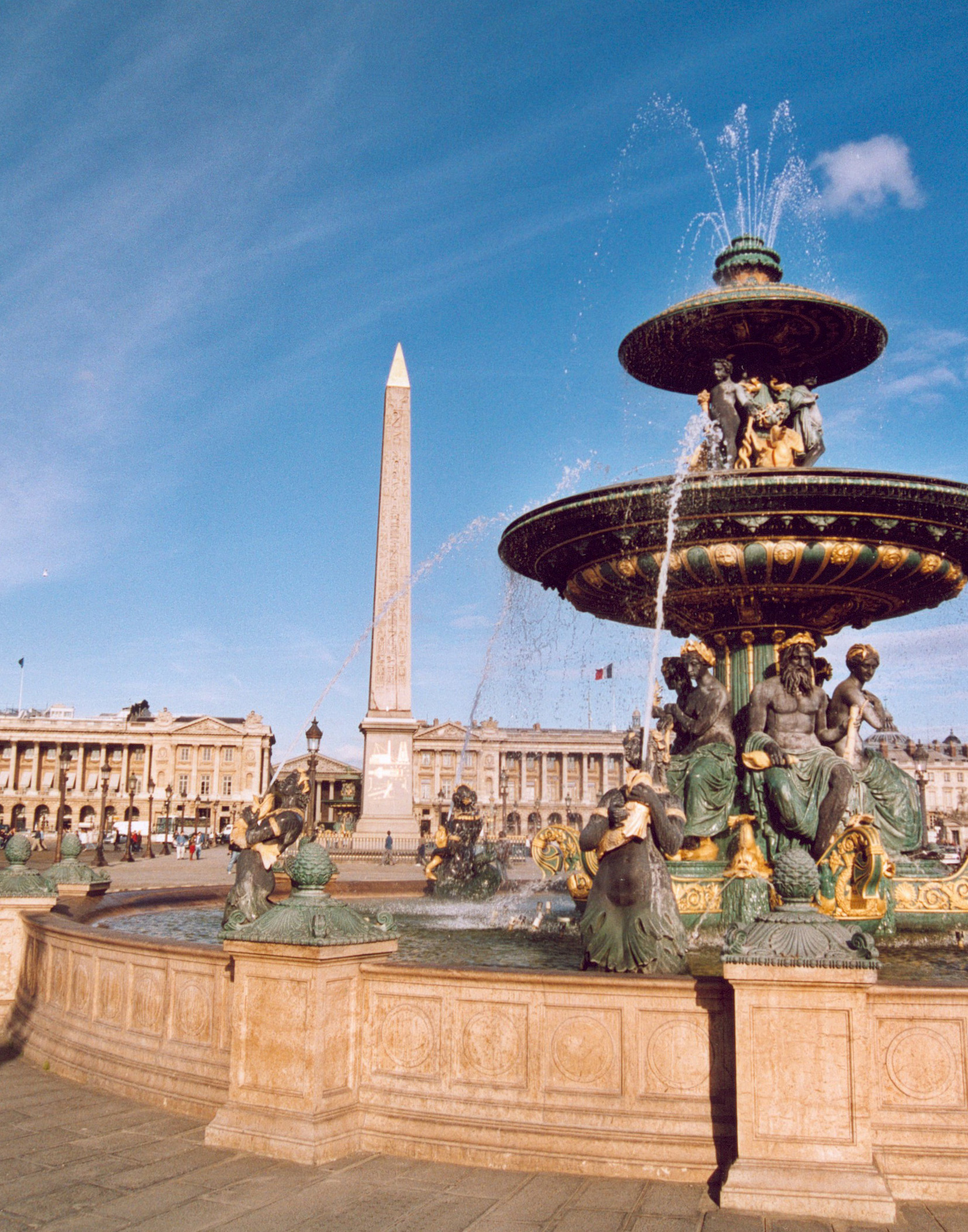
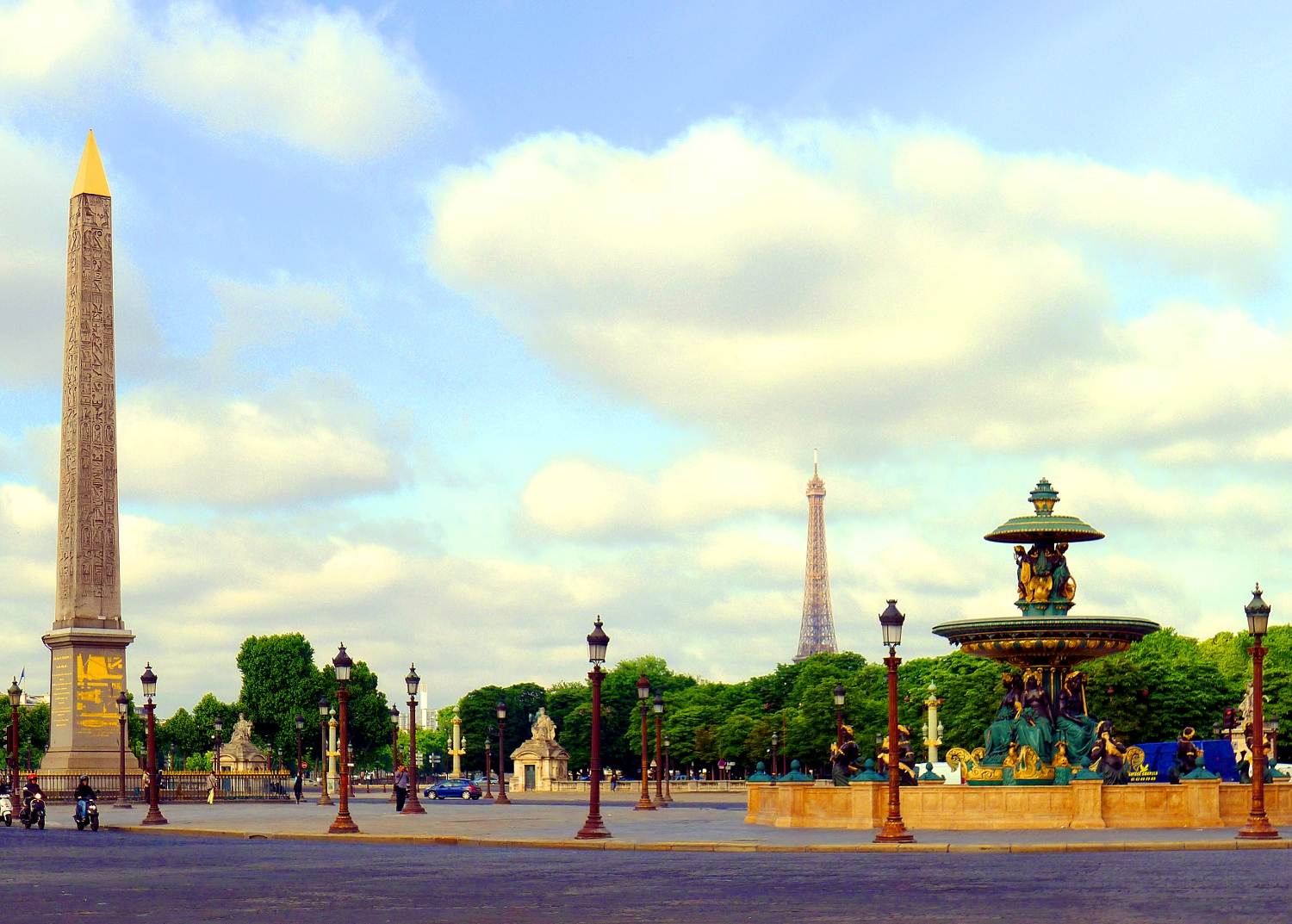
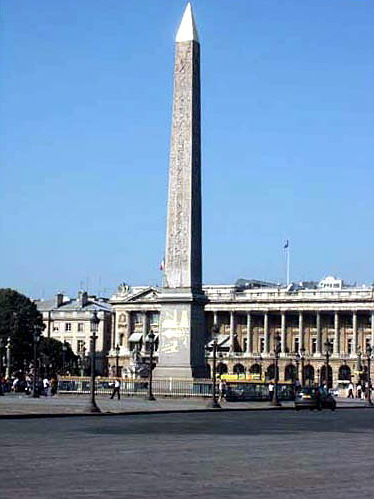
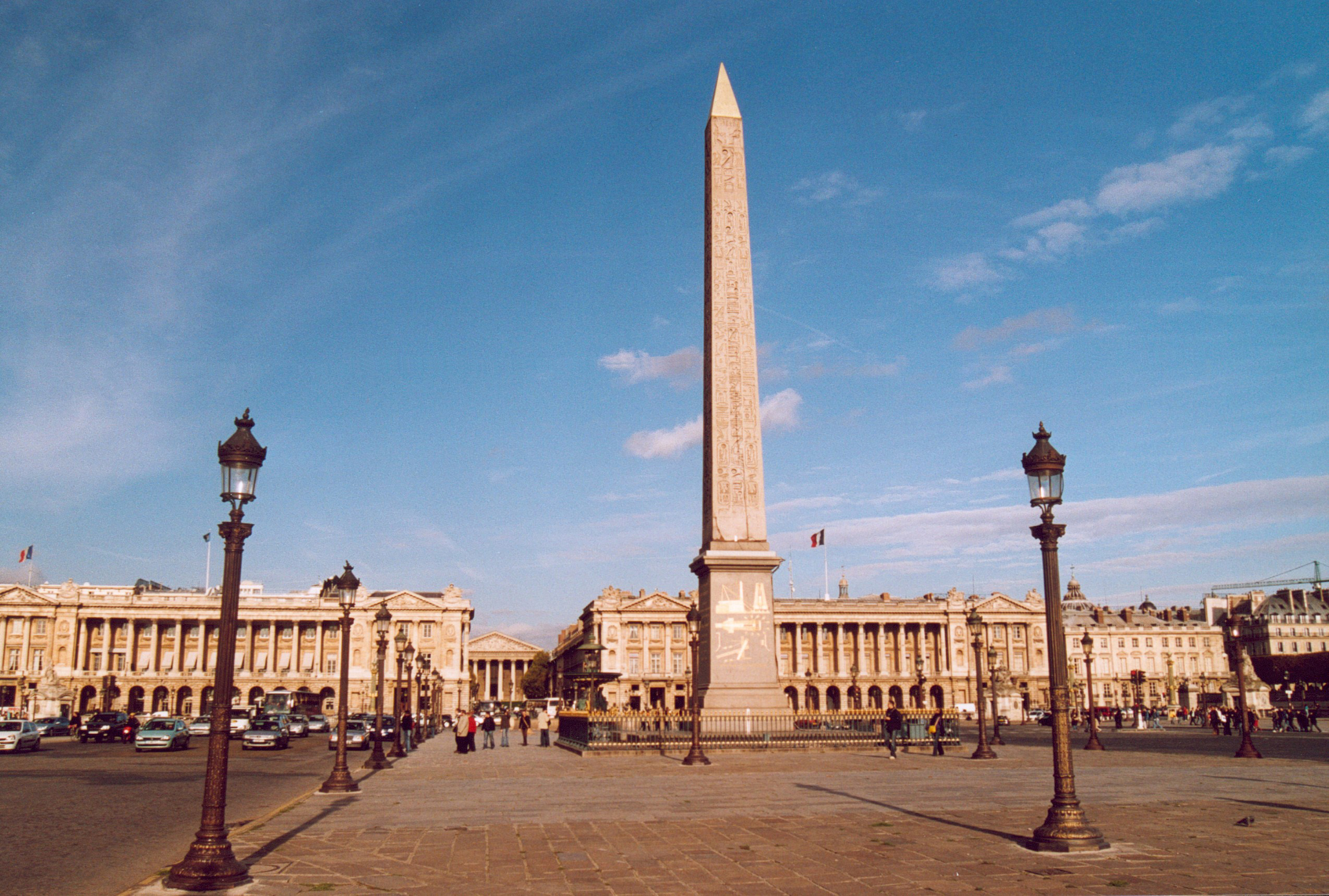
Загальний вигляд
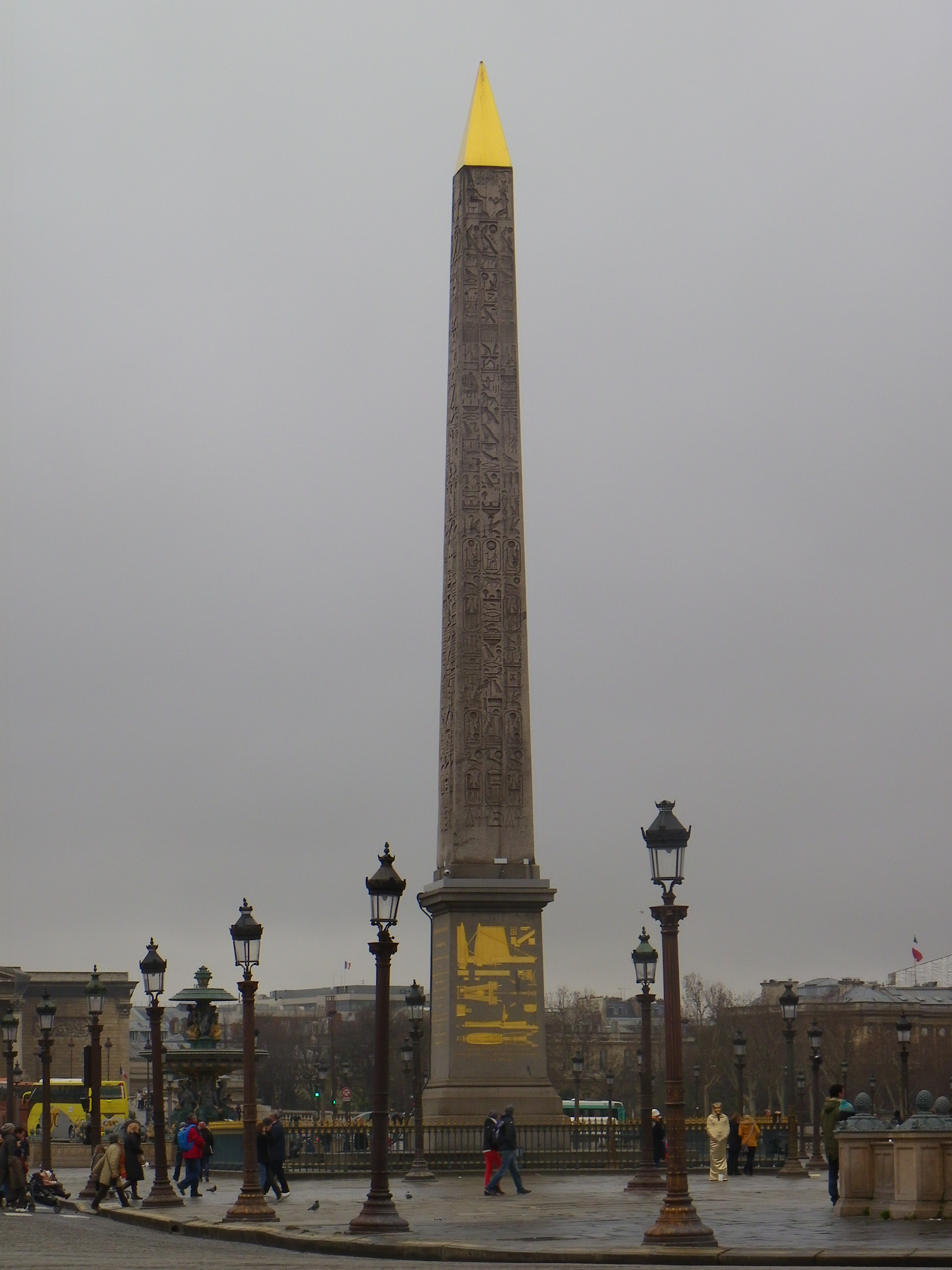
Обеліск
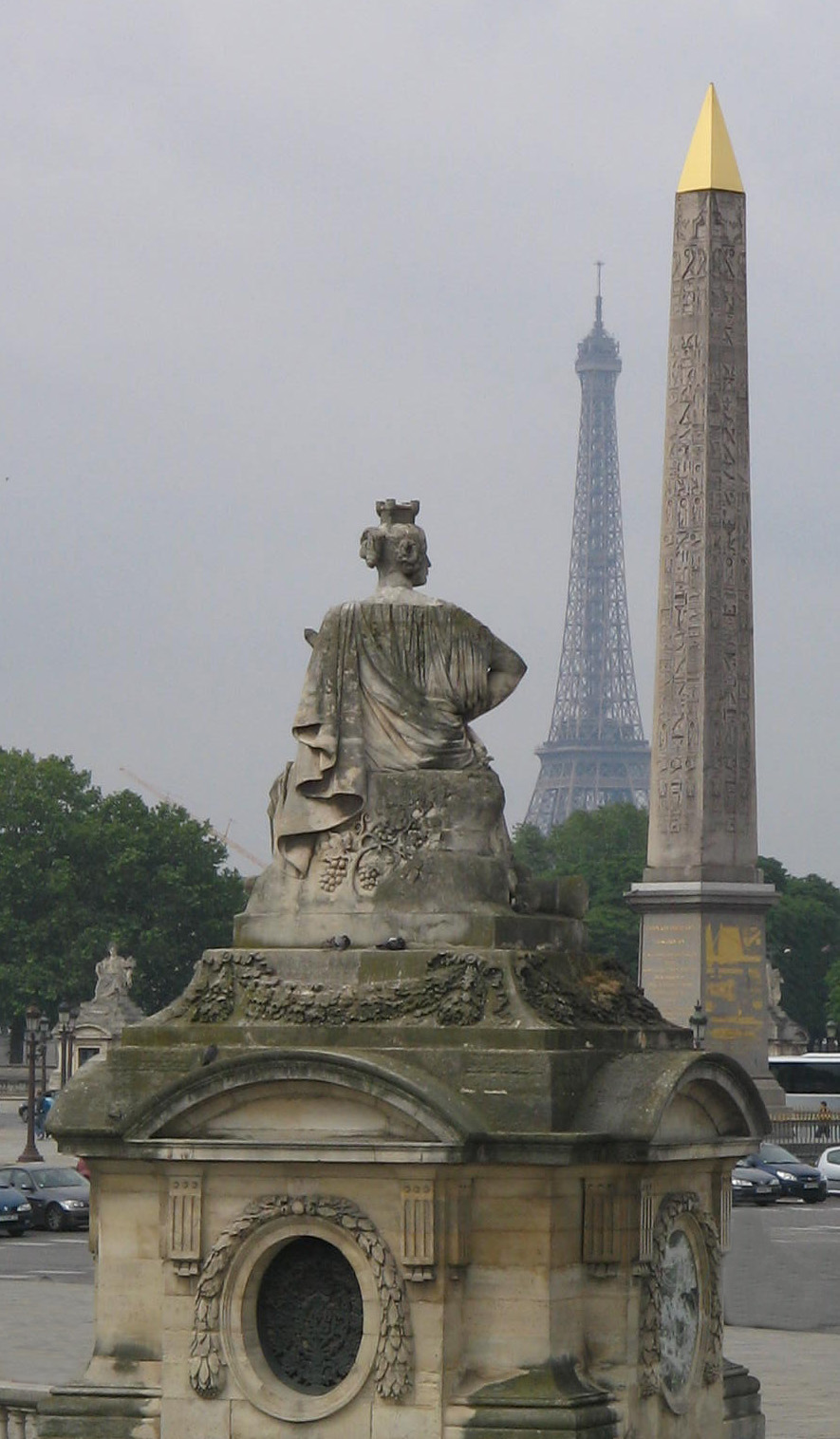
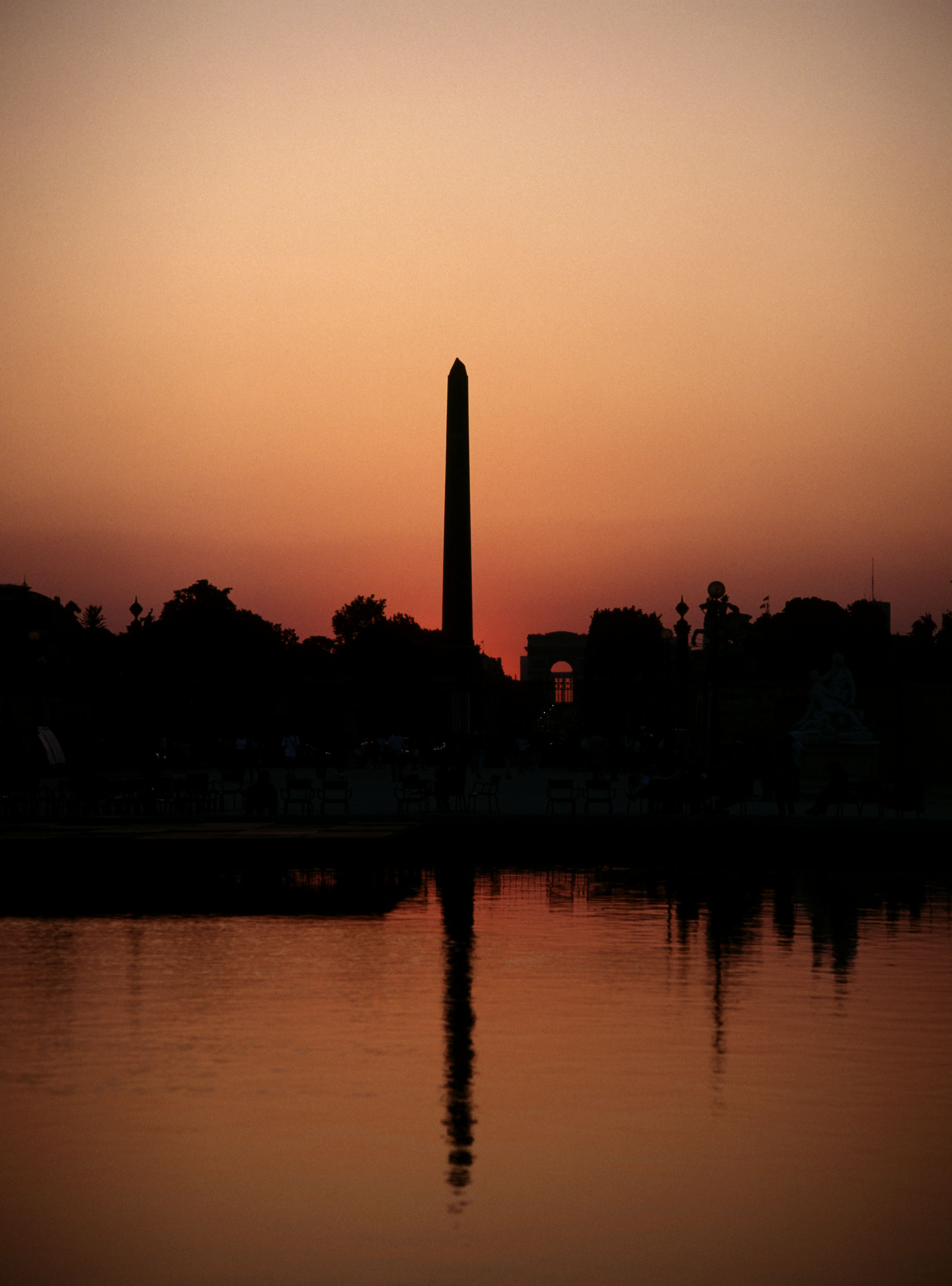
Обеліск видно з басейну Тюїльрі
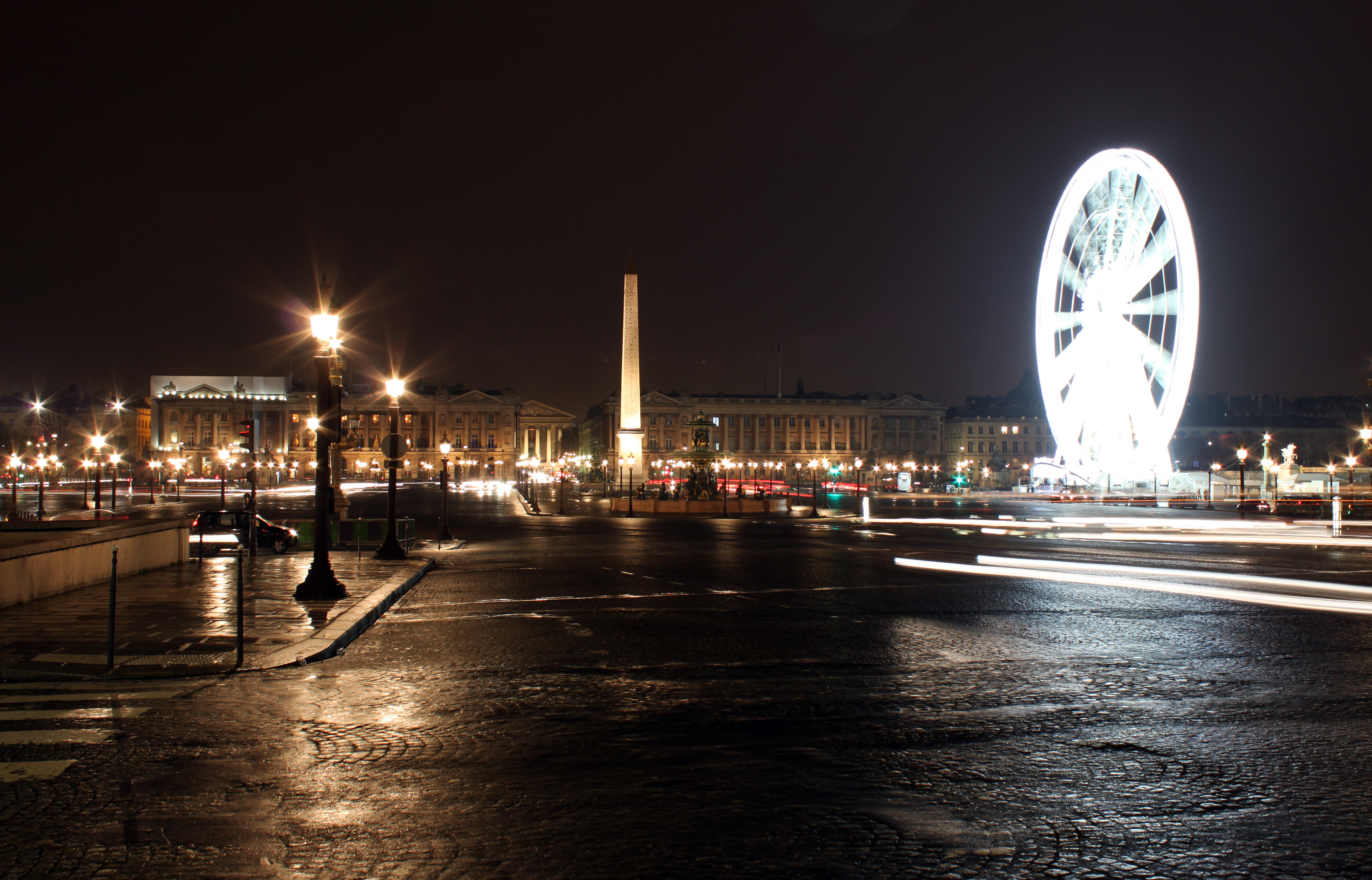
Майдан вночі
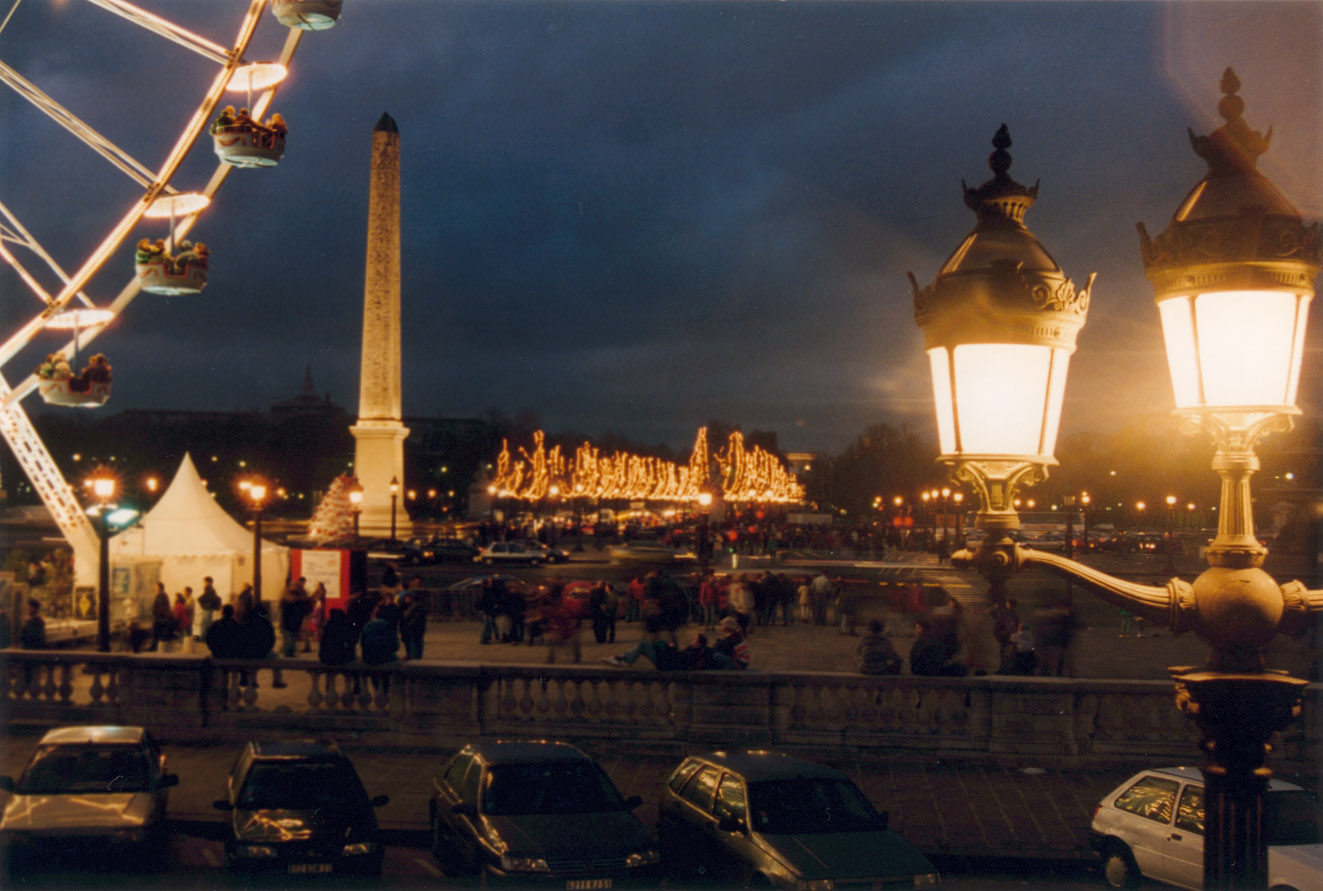
Майдан вночі
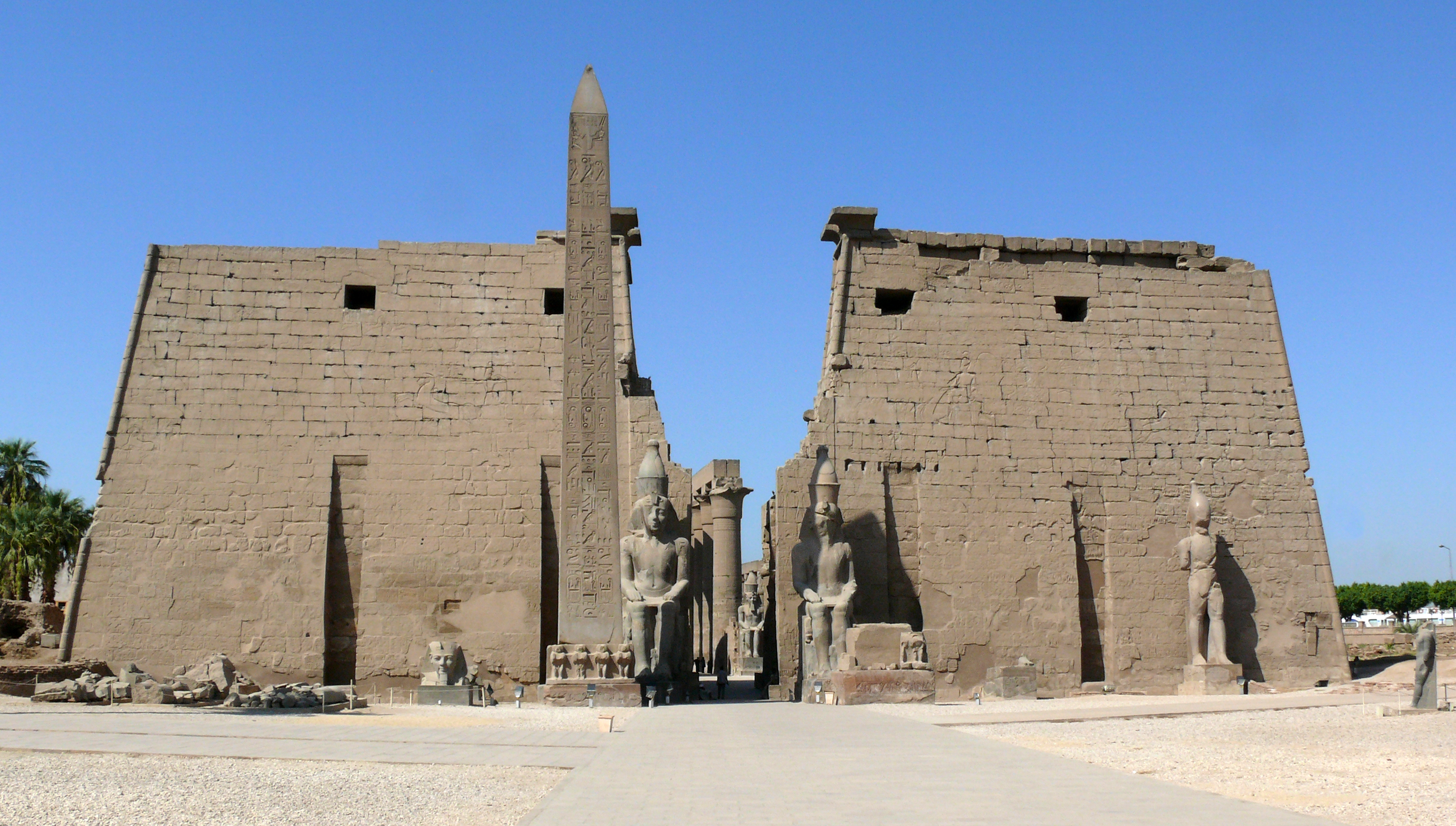
Другий обеліск, що залишився у Луксорському храмі